# Рибник (округ Ревуца)
Ри́бник (словац. Rybník) — село, громада в окрузі Ревуца, Банськобистрицький край, Словаччина. Кадастрова площа громади — 16,94 км². Населення — 161 особа (за оцінкою на 31 грудня 2017 р.); за даними офіційного сайта громади — 154 особи: 123 безпосередньо в Рибніку і 31 в місцевості Бруснік (словац. miestna časť Brusník).
Вперше згадується 1075 року як Sceulleus, далі як Ceuleus (1209), Sewlus (1276), Zeules (1277), Selus (1312), Ribnik (1773), Rybník (1808).
Протікає потік Дрєнок.

## Населення
| Рік:            | 1994. | 2004.    | 2014.   | 2024.   |
| --------------- | ----- | -------- | ------- | ------- |
| Кількість осіб: | 131   | 161      | 154     | 146     |
| Різниця:        |       | +22,90 % | -4,34 % | -5,19 % |

| Рік:            | 2023. | 2024.   |
| --------------- | ----- | ------- |
| Кількість осіб: | 151   | 146     |
| Різниця:        |       | -3,31 % |

## Пам'ятки
- Римокатолицький костел 1771 року, класицизм, збудований на місці готичного.
- Капличка 1855 року, пізній класицизм.